# Agrostophyllum verruciferum
Agrostophyllum verruciferum är en orkidéart som beskrevs av Rudolf Schlechter. Agrostophyllum verruciferum ingår i släktet Agrostophyllum och familjen orkidéer. Inga underarter finns listade i Catalogue of Life.